# Förorenaren betalar
Principen om att förorenaren betalar, Polluter Pays Principle (PPP), innebär att den som orsakar skador i miljön skall betala de samhällsekonomiska kostnader som uppstår. Betalningsskyldigheten är dock inte begränsad till den som förorenar - även den som använder en produkt vars tillverkning orsakat förorening är skyldig att betala (User pays principle, UPP).  
Polluter Pays Principle uttrycktes för första gången i en OECD-rekommendation 1972, och har sedan dess använts i åtskilliga sammanhang. Framför allt finns den med som en av de 27 principerna i Riodeklarationen om miljö och utveckling, som antogs på FN-konferensen i Rio de Janeiro 1992. 